# Катастрофа de Havilland Comet под Калькуттой
Катастрофа de Havilland Comet под Калькуттой — авиационная катастрофа, произошедшая в субботу 2 мая 1953 года. Авиалайнер De Havilland DH-106 Comet 1 («Комета 1») авиакомпании British Overseas Airways Corporation (BOAC) выполнял плановый межконтинентальный рейс BA783/057 по маршруту Сингапур—Бангкок—Рангун—Калькутта—Нью-Дели—Лондон, но через 7 минут после вылета из Калькутты при пролёте сквозь грозовой фронт разрушился и рухнул на землю около деревни Джагалгори (англ. Jagalgori). Погибли все находящиеся на его борту 43 человека — 37 пассажиров и 6 членов экипажа.
Катастрофа рейса 783 стала первой крупной катастрофой реактивного самолёта, произошедшей спустя ровно год с момента начала выполнения регулярных пассажирских рейсов реактивной авиацией. На момент событий являлась крупнейшей авиакатастрофой в Индии.
Официальное расследование пришло к выводу, что причиной катастрофы стало попадание в мощный шторм после взлёта. Однако две произошедшие в 1954 году катастрофы двух «Комет 1» (возле Эльбы и под Неаполем) привели к мнению, что сопутствующим фактором стало ослабление конструкции из-за наличия усталостных трещин.

## Самолёт
De Havilland DH-106 Comet 1 (регистрационный номер G-ALYV, заводской 06008) был выпущен в 1952 году и 23 апреля того же года был передан заказчику — британской авиакомпании British Overseas Airways Corporation (BOAC). Его четыре турбореактивных двигателя De Havilland Ghost 50 Mk 1 развивали силу тяги по 2300 килограммов каждый. Максимальный взлётный вес самолёта составлял 48 500 килограммов, максимально допустимый при вылете в роковой рейс — 45 010 килограммов. Пределы центровки — от 24,0 до 34,0 % САХ. Последнее техническое обслуживание проходил 30 апреля 1953 года в Лондоне, когда наработка самолёта составляла 1623 часа. После этого борт G-ALYV налетал ещё 73 часа, то есть его общая наработка на день катастрофы составляла 1649 часов.
За период эксплуатации с самолётом произошли 4 инцидента:
- 8 июня 1952 года — при посадке в Бейруте (Ливан) выкатился за пределы взлётной полосы и врезался в ограждение аэродрома, при этом были повреждены закрылки и передняя стойка шасси. Повреждённые элементы конструкции были заменены.
- 28 июля 1952 года — при выполнении рейса Дели—Карачи попал в зону сильной турбулентности, при этом на акселерометре были зафиксированы перегрузки в 7 единиц. В Карачи самолёт осмотрели и были обнаружены несколько повреждённых заклёпок, которые заменили.
- 20 августа 1952 года — при осмотре в Карачи была обнаружена трещина в креплении маслопровода вдоль правого борта. Крепление заменили.
- 3 апреля 1953 года — при выполнении рейса Рим—Лондон из-за короткого замыкания загорелся блок радиостанции.

## Экипаж
Самолётом управлял опытный экипаж, состав которого был таким:
- Командир воздушного судна (КВС) — 36-летний Морис У. Хэддон (англ. Maurice W. Haddon). В авиакомпании BOAC с 1 декабря 1938 года (проработал в ней 14 лет и 5 месяцев), с 1 февраля 1952 года — старший командир 1-го класса. Имел опыт полётов по воздушным маршрутам Европы, Африки, Ближнего Востока и Южной Америки; на маршрутах через Индию летал с 1946 года. Налетал 8710 часов в должности пилота и 27 часов в должности штурмана. На «Кометах 1» за последние 6 месяцев налетал 147 часов днём и 78 часов ночью[3].
- Второй пилот — 32-летний Джордж У. Стрэндж (англ. George W. Strange). В авиакомпании BOAC с 13 декабря 1946 года (проработал в ней 6 лет и 4 месяца)[4]. Имел опыт полётов по воздушным маршрутам Европы, Африки, Ближнего Востока и Южной Америки. Налетал 4391 час в должности пилота. На «Кометах 1» за последние 6 месяцев налетал 145 часов днём и 113 часов ночью[5].
- Бортинженер — 35-летний Альберт Л. Силмор (англ. Albert L. Cilmore). В авиакомпании BOAC с 1 сентября 1945 года (проработал в ней 7 лет и 8 месяцев)[5]. Налетал 5995 часов в должности бортинженера. На «Кометах 1» за последние 6 месяцев налетал 330 часов[6].
- Бортрадист — 31-летний Альфред С. Вуд (англ. Alfred S. Wood). В авиакомпании BOAC с 8 ноября 1943 года (проработал в ней 9 лет и 5 месяцев); до работы в BOAC проходил службу в Королевских ВВС Великобритании. Налетал 7290 часов. На «Кометах 1» за последние 6 месяцев налетал 227 часов[6].

В салоне работали двое бортпроводников:
- Джордж У. Ирвин (англ. George W. Irwin), 28 лет. В авиакомпании BOAC с 1 октября 1947 года (проработал в ней 5 лет и 7 месяцев). На «Кометах 1» налетал 530 часов[7].
- Патрисия Роулинсон (англ. Patricia Rawlinson), 26 лет. В авиакомпании BOAC с 17 октября 1952 года (проработала в ней 6 месяцев). На «Кометах 1» налетала 160 часов[7].

## Хронология событий

### Прибытие в Калькутту
Ранее De Havilland DH-106 Comet 1 борт G-ALYV выполнил нормальный межконтинентальный рейс из Лондона в Сингапур (Великобритания) и затем ему предстояло совершить обратный — BA783/057. До промежуточной посадки в Калькутте (Индия) полёт проходил без отклонений. В Калькутте в это время наблюдалось ухудшение погоды, а в 07:40 GMT с самолёта Douglas C-47B Skytrain (борт VT-CQL ВВС Индии) сообщили: Зарождается шторм в 24°06′ с. ш. 89°00′ в. д. с кучево-дождевой облачностью на 3000 футах [910 метров]. Движется в юго-восточном направлении и сопровождается очень мощным вертикальным восходящим потоком. Военные авиадиспетчеры довели эту информацию до гражданских, а те, в свою очередь, с 07:43 по 07:47 передали её всем самолётам в воздушной зоне Калькуттского районного центра УВД. Также экипаж рейса 783 в 08:19 незадолго до посадки в Калькутте передал: Запрашиваем прогнозируемое время прохождения шторма над Калькуттой. В 08:53 пилоты получили информацию, что шторм ожидается после 11:00 GMT. В 09:40 GMT (15:10 по IST) рейс BA783/057 благополучно приземлился в Калькутте.

### Вылет
| Гражданство людей на борту | Гражданство людей на борту | Гражданство людей на борту | Гражданство людей на борту |
| Страна                     | Пассажиры                  | Экипаж                     | Всего                      |
| -------------------------- | -------------------------- | -------------------------- | -------------------------- |
| Бирма                      | 2                          | 0                          | 2                          |
| Великобритания             | 31                         | 6                          | 37                         |
| США                        | 3                          | 0                          | 3                          |
| Филиппины                  | 1                          | 0                          | 1                          |
| Итого                      | 37                         | 6                          | 43                         |

В 09:35 GMT авиадиспетчеры получили предупреждение о шторме, движущемся с северо-запада со скоростью 50 узлов и сопровождающегося шквальными ветрами, который должен был пересечь аэропорт Калькутты с 12:00 до 16:00 GMT. Командир рейса 783 получил это предупреждение и в 10:30 встретился с метеорологом, с которым подробно обсудил погоду в районе аэропорта. Над аэропортом Калькутты в это время стояла переменная облачность с нижней границей 760 метров, поверхностный ветер юго-юго-западный 13 узлов, видимость 13 километров. При этом установленный правилами погодный минимум для самолётов типа «Комета 1» при вылете из Калькутты был следующий: нижняя граница облачности — 91 метр, видимость — 910 метров. Таким образом, фактические погодные условия были гораздо выше минимума, поэтому командир принял решение взлетать до подхода шторма.
В 10:59 GMT (16:29 IST) рейс BA783/057 с 6 членами экипажа и 37 пассажирами на борту взлетел с ВПП №19L аэропорта Калькутты и взял курс на Нью-Дели. Расчётный взлётный вес лайнера составлял 42 786 килограммов, то есть в пределах допустимого. Взлёт был выполнен нормально, а после перехода на связь с авиадиспетчером подхода пилоты получили указание подниматься и занимать эшелон 2300 метров; при этом авиадиспетчер предупредил, что на этом же эшелоне находится Douglas DC-3 из Дели, который должен был достичь аэропорта Калькутты в 11:15.
В 11:02 рейс 783 перешёл на связь с Калькуттским диспетчерским центром и доложил: Покинули Калькутту в 10:59; расчётное время прибытия в Палам (Нью-Дели) — 13:20. Поднимаемся до 32 000 футов [9800 метров]. В 11:02 радист в Калькутте услышал запрос на разрешение установить связь с Дели. Диспетчерский центр в Дели согласился с этим, поэтому в 11:20 авиадиспетчер в Калькутте дал рейсу 783 указание переходить на связь с диспетчерским центром в Дели, но ответа уже не последовало, несмотря на многочисленные вызовы. В 11:58 в Калькутту позвонили из Нью-Дели и спросили, почему задерживается самолёт до Палама; в ответ им передали, что последнее сообщение от его экипажа было получено в 11:02 GMT (16:32 IST). Когда в расчётное время рейс BA783/057 не приземлился в Нью-Дели, в 13:25 GMT (18:55 IST) были начаты его поиски.

### Катастрофа
К западу от Калькутты бушевала мощная гроза, сопровождающаяся сильным дождём, когда в 16:35 местного времени (11:05 GMT) жители деревень Джагалгори (англ. Jagalgori), Чанашампур (англ. Chanashampur), Раданагар (англ. Radhanagar) и Махишнан (англ. Mahishnan), расположенных в 40—50 километрах к западу от Калькутты, увидели объятый пламенем авиалайнер, который вынырнул из грозовых облаков и врезался в высохшее русло реки. Катастрофа произошла в 39 километрах по азимуту 277° (к западу) от аэропорта вылета.
Один из жителей деревни Дарога (англ. Daroga), что к югу от места катастрофы, сообщил о случившемся в полицейский участок соседнего села Джангипара (англ. Jangipara). Прибыв на место, полицейский обнаружил два горящих крупных фрагмента и ошибочно решил, что столкнулись два самолёта. Так как из-за грозы не работала радиосвязь, он послал гонца в участок, чтобы тот по проводному телеграфу сообщил о катастрофе в полицейское управление в Калькутте. Авиадиспетчеры узнали о падении рейса 783 утром 3 мая, когда для поисковых работ уже были задействованы два самолёта ВВС Индии и два авиалайнера Avro York авиакомпании BOAC. Авиадиспетчеры сообщили экипажам информацию от полиции, после чего с самолётов подтвердили место падения рейса BA783/057.
Все 43 человека на борту рейса 783 погибли, при этом найти удалось только 40 тел, а остальные 3 сгорели в пожаре. На тот момент по масштабам это была крупнейшая авиационная катастрофа в Индии.

## Расследование

### Изучение обломков
Обломки рейса 783 были разбросаны по рисовым полям вдоль высохшего русла ручья на протяжении 8,9 километров вдоль курса 334°, то есть по маршруту полёта. Фюзеляж разорвало на три основные части, от правого крыла отделилась внешняя консоль, а также оторвало правые элерон, стабилизатор и руль высоты. Части самолёта рухнули вертикально вниз, практически без горизонтальной скорости, при этом уже в воздухе начался пожар, который продолжался на земле и уничтожил отдельные фрагменты. Фюзеляж упал в ручей в перевёрнутом положении. Анализ разрушения крыла показал, что консоль отделилась от изгиба вниз.
Из исследования обломков было установлено, что борт G-ALYV в момент катастрофы был в полётной конфигурации (с убранными шасси и закрылками), руль направления и элероны находились в правильном положении, наддув салона был включён, противопожарная система не активировалась, рычаги управления двигателями находились в положении, соответствующем режиму «малого газа».

### Анализ данных
На момент вылета из Калькутты борт G-ALYV, согласно имеющимся документам, был полностью исправен, а его вес и центровка не выходили за установленные пределы. Пилотировал его опытный экипаж, командир которого уже летал по данному маршруту. Ещё перед посадкой пилоты получили информацию, что после 11:00 GMT (16:30 IST) над аэродромом пройдёт шторм, а уже после посадки было уточнено, что шторм ожидается с 12:00 до 16:00 GMT, то есть позже, при этом он сопровождается шквальными ветрами со скоростями до 50 узлов. Затем оба пилота отправились для получения консультации о погоде, при этом было отмечено, что командира больше волновала погода в районе Нью-Дели, чем на маршруте полёта. Погодные условия в аэропорту и на маршруте полёта были выше установленного метеоминимума, из-за чего командир и принял обоснованное решение о взлёте (он уже имел опыт полётов в сложных погодных условиях в данном регионе).
В 10:59 GMT рейс 783 вылетел в Нью-Дели и через 7 минут после взлёта неожиданно попадает в сильный шторм. Согласно показаниям командира авиалайнера Lockheed Constellation голландской авиакомпании KLM, который через 30 минут вылетел из Калькутты в Карачи (Пакистан), в 12—15 милях от аэропорта на высоте 1400 метров он попал в грозу, но благополучно миновал её. При этом голландский самолёт направлялся не по установленному маршруту, а в обход, так как его экипаж знал о приближающемся шторме и решил подстраховаться. Но британская «Комета 1» летела прямо по маршруту и попала в самый очаг шторма, который, согласно показаниям очевидцев, был очень мощным.
Что произошло с самолётом во время пролёта шторма, следователи точно определить не смогли. Известно лишь, что возник взрыв, при этом лайнер разорвало на две части. Следов взрывчатых веществ и попаданий молний на обломках найдено не было. Признаков разрушения конструкции из-за низкого качества сборки конструкции, либо некачественных материалов также не нашли. Характер распределения обломков и испытания показали, что сперва произошло разрушение конструкции, после чего уже возник пожар.

### Вероятная хронология событий
В Великобритании было проведено специальное расследование с изучением доставленных из Индии обломков лайнера, которое в итоге составило следующую картину событий. После вылета из Калькутты рейс BA783/057 через 7 минут попадает в мощный тропический шторм, который быстро образовался и достиг площади в 30—40 квадратных миль. Согласно практическим наблюдениям, в данном шторме могли быть вертикальные восходящие и нисходящие воздушные потоки со скоростями 15—50 узлов. Стоит также учесть, что на апрель—май в районе Калькутты приходится сезон штормов, которые могут быть очень мощными на больших высотах.
Попав в шторм, рейс 783 попадает под воздействие нисходящего воздушного потока и быстро опускает нос. КВС тут же отключает автопилот и берёт управление, после чего начинает тянуть штурвал «на себя», тем самым поднимая нос. Второй пилот в это время переводит двигатели на малый газ, чтобы избежать превышения скорости выше максимальной допустимой — потому РУД-ы и были найдены в таком положении. Лонжерон руля высоты в итоге не выдерживает перегрузок и ломается, в результате чего происходит разрушение руля высоты. Потеряв управление, авиалайнер устремляется вниз, а перегрузки быстро достигают критических значений. Затем в районе 7-й нервюры из-за значительных изгибающих нагрузок разрушаются крылья, при этом одна из отделившихся консолей ударяет по хвостовой части фюзеляжа и отрубает её. Авиатопливо из разрушившихся крыльевых баков воспламеняется, и очевидцы наблюдают возникший огонь. Спустя ещё короткое время фюзеляж разламывается в районе 26-го шпангоута (почти середина длины пассажирского салона).
Разрушение руля высоты могло произойти из-за сочетания нагрузок от чрезмерных усилий на штурвал командиром экипажа и от шквальных ветров.

## Причины катастрофы

### Официальное заключение
1. Самолёт имел действующий сертификат лётной годности, эксплуатировался в соответствии с установленными правилами и имел действительный сертификат технического обслуживания.
2. Экипаж имел действующие лицензии и был допущен к выполнению полёта. Командир имел значительный опыт полётов по маршруту.
3. Взлётный вес не превышал максимально допустимый; центровка также находилась в установленных пределах.
4. Перед вылетом командир экипажа получил от метеослужбы и управления воздушным движением информацию, необходимую для выполнения полёта, включая предупреждение о сильном шторме.
5. Вскоре после вылета при подъёме до крейсерской высоты самолёт столкнулся с северо-западными шквальными ветрами и грозой, после чего разрушился в воздухе и загорелся.
6. При изучении обломков на месте падения не было найдено никаких признаков диверсии, удара молнии, некачественного изготовления, использования дефектных материалов, либо отказа силовых установок.

Британские следователи пришли к выводу, что причиной катастрофы рейса BA783/057 стало разрушение его конструкции при пролёте шторма. Конструкция разрушилась из-за закритических растягивающих нагрузок, которые могли быть вызваны либо мощными порывами шквального ветра, либо ошибками в пилотировании или потерей управления пилотами в условиях грозы.

### Версия об усталостном разрушении
В ходе расследования также была выдвинута версия, что планер имел усталостные трещины, которые ослабляли конструкцию в целом, из-за чего при пролёте шторма и произошло отделение хвостовой части и крыльев. Однако на тот момент это требовало длительных и достаточно затратных исследований. К тому же в случае, если бы такая версия подтвердилась, то эксплуатация самолёта «Комета 1» как первенца реактивной пассажирской авиации оказалась бы под угрозой.
Но в 1954 году в Италии разбиваются ещё две «Кометы 1» — Yoke Peter (10 января) и Yoke Yoke (8 апреля). Как и в случае с Калькуттой, в обоих этих происшествиях самолёты разрушались в воздухе через несколько минут после вылета, но уже при ясном небе. Сходство всех трёх катастроф было отмечено при расследовании, а потому была проведена серия тестов, во время которых была обнаружена скрытая опасность конструкции «Кометы 1» — в углах прямоугольных иллюминаторов возникали очаги концентрации напряжений, которые здесь были на несколько порядков выше расчётных, тем самым снижая ресурс конструкции в целом. Эти микротрещины замечали и ранее при прочностных испытаниях, но тогда на фюзеляж прикладывались значительные перегрузки, которые, как ожидалось, не могли возникнуть в эксплуатации.